# Cadre des Instructeurs de Cadets
Pour les articles homonymes, voir CIC.

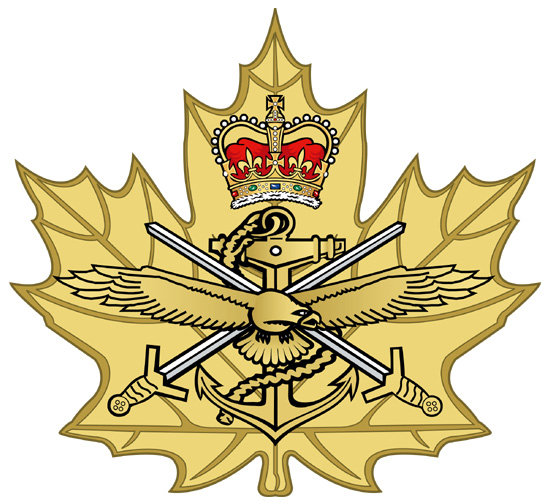
L'insigne du Cadre des instructeurs de cadets

Le Cadre des Instructeurs de Cadets, communément appelé selon son sigle« CIC » est un sous-élément de la Force de réserve canadienne. Les membres du CIC sont enrôlés comme officiers afin de soutenir le Programme des cadets. Ils ne sont pas soumis au même entraînement que les officiers de la force régulière et ils suivent une formation spécifique au CIC.

## Rôles

### Entraînement à l'unité
La grande majorité des CIC sont employés avec les cadets de la Marine royale canadienne, les cadets royaux de l'armée canadienne ou les cadets de l'aviation royale du Canada. Chaque unité est commandé par un officier qui exerce la fonction de commandant, des officiers occupant les positions clés d'officier d'administration, d'approvisionnement et d'instruction/entraînement. D'autres officiers agissent comme instructeurs. Des instructeurs civils et des volontaires viennent compléter le tout. Les officiers sont membres des Forces armées canadiennes mais leurs cadets ne le sont pas. Les activités locales sont soutenues par un comité répondant chargé du financement.

### Spécialités et entraînement estival
En plus de l'entraînement d'unité, le Programme des Cadets permet un certain nombre de spécialités (voile, musique, vol à voile) gérées par des officiers spécialisés. De plus, des centres d'entraînement des cadets (CEC) (il y en a 27 au Canada offrent une possibilité supplémentaire de formation.

## Instruction du CIC
Bien que certains CIC soient d'anciens membres de la force régulière ou d'une autre composante de la force de réserve, la majorité d'entre eux n'ont aucune expérience militaire mais sont directement enrôlés au sein du CIC. Cela est dû au fait que cette majorité provient généralement du milieu même, étant des anciens cadets ayant atteint l'âge maximum de 19 ans et qui désirent poursuivre leur travail au sein du Mouvement des Cadets du Canada.
Les officiers du CIC doivent donc suivre une formation obligatoire de 10 jours au sein d'une des cinq écoles régionales des instructeurs de cadets. Un officier CIC commence avec le grade d'élève-officier ou d'aspirant de marine et peut, à la fin de son cours, être commissionné si le temps de service requis est passé.

### Instruction obligatoire

#### Cours de qualification élémentaire d'officier
Le cours de qualification élémentaire d'officier est connu sous le sigle « CEO ». Il permet de donner aux nouveaux officiers une introduction à la vie militaire et une base en leadership, ainsi que les outils requis pour instruire et superviser les cadets. Le cours a une durée de 10 jours.
Contenu du cours :
- Exercice Militaire
- Leadership
- Techniques d'instructions
- Écriture militaire
- Approvisionnement
- Procédures administratives
- Mouvement des cadets du Canada
- Devoirs et responsabilités d'un officier
- Ordonnances, procédures et règles des Forces Canadiennes
- Sécurité des cadets
- Programme de prévention du harcèlement et de l'abus chez les cadets
- Connaissances générales
- Les ligues et leurs responsabilités

Prérequis du cours : 
- GPM 00232
- Être enrôlé comme élève-officier/aspirant de marine au sein du CIC
- Doit posséder au minimum une tenue de travail

#### Cours de développement professionnel
Le cours de développement professionnel est connu sous le sigle « CDP ». Ce cours de 8 jours permet de donner aux officiers les ressources requises pour mener à bien le programme d'instruction de leur élément. Il met aussi de l'emphase sur les coutumes et traditions de l'élément. C'est l'un des deux cours pour lequel les candidats sont séparés selon leur élément d'appartenance. 

##### CDP Marine
Contenu du cours :
- Conduite
- Commandement
- Fonctions et attributions d’un officier divisionnaire
- Programme d’instruction des cadets de la marine
- Organisation des cadets de la marine
- Matelotage
- La Marine canadienne
- Coutumes et traditions de la marine
- Familiarisation avec les installations maritimes et navales
- Travaux sur cartes
- Communications
- Manœuvre des embarcations
- Exercice de voile
- Maniement des armes
- Règlements de sécurité
- Fonctions et attributions des officiers

Prérequis du cours : 
- CIC de l'élément marine
- Avoir complété son CQEO

La réussite de ce cours permet d'agir à titre d'officier divisionnaire au sein d'un corps de cadets de la marine. Permet également d'obtenir une qualification d'officier de sécurité de champ de tir à air comprimé.

##### CDP Armée
Contenu du cours :
- Conduite
- Commandement
- Cartes et boussole
- Programme d’instruction des cadets de l’armée
- Organisation des cadets de l’armée
- l’Armée de terre du Canada
- Coutumes et traditions de l’Armée de terre
- Communications
- Survie en forêt
- Techniques de campagne
- Exercice de campagne
- Sécurité du champ de tir
- Règlements de sécurité
- Fonctions et attributions des officiers

Prérequis du cours : 
- CIC de l'élément armée
- Avoir complété son CQEO

La réussite de ce cours permet d'agir à titre de commandant de peloton au sein d'un corps de cadets de l'armée. Permet également d'obtenir une qualification d'officier de sécurité de champ de tir à air comprimé. 

##### CDP (Air)
Contenu du cours :
- Conduite
- Entraînement physique
- Sécurité générale
- Commandement
- Cartes et boussole
- Programme d’instruction des cadets de l’air
- Organisation des cadets de l’air
- Force aérienne du Canada
- Coutumes et traditions de la Force aérienne
- Principes de vol
- Propulsion - moteurs d’avion
- Systèmes et conception de cellule
- Navigation aérienne
- Discipline aéronautique - règles et procédures
- Installations aéroportuaires
- Météorologie
- Identification des aéronefs
- Exercice de campagne
- Sécurité du champ de tir
- Règlements de sécurité
- Fonctions et attributions des officiers

Prérequis du cours : 
- CIC de l'élément air
- Avoir complété son CQEO

La réussite de ce cours permet d'agir à titre de commandant de section au sein d'un escadron de cadets de l'air. Permet également d'obtenir une qualification d'officier de sécurité de champ de tir à air comprimé. 

#### Cours d'art du commandement d'officier subalterne
Le cours d'art du commandement d'officier subalterne ou CACOS est un cours qui peut remplacer le Cours de développement professionnel. D'une durée de 17 jours, il couvre les mêmes aspects que le CPD, mais en les élargissant afin de former un commandant de section pour les centre d'instructions d'été des cadets (CIEC). Il s'agit d'un cours national offert à un seul endroit par élément et par année.
- CACOS Marine
- CACOS Terre
- CACOS Air

Ce cours a les mêmes prérequis que le CDP.

### Cours de qualification de lieutenant
Le cours de qualification de lieutenant ou CQLT est un cours d'une durée de 8 jours qui met de l'emphase sur l'instruction au sein d'un corps/escadron de cadets en développant les connaissances en leadership, en counselling, en planification, en organisation et en supervision de l'entraînement.
Contenu du cours :
- Entraînement physique et de loisirs
- Exercice militaire
- Commandement
- Surveillance de l’instruction
- Rédaction militaire
- Autres méthodes d’instruction
- Procédures administratives
- Programme d’instruction d’unité
- Mesures de sécurité
- Responsabilités de l’officier instructeur
- Visites et excursions de cadets
- Séances d’information
- Programme de prévention du harcèlement et de l’abus des cadets
- Questions sociales

Prérequis du cours : 
- Avoir complété son CDP ou son CACOS
- 1 an depuis la fin du CQEO

La réussite de ce cours permet d'agir à titre d'officier d'instruction au sein d'un corps/escadron de cadets. Permet d'obtenir une promotion à Lieutenant (air/terre) ou Enseigne de vaisseau de 1re classe (Marine).

### Cours de qualification de capitaine
Le cours de qualification de capitaine ou CQC est d'une durée de 8 jours permet d’élargir les connaissances et aptitudes en matière de commandement ainsi que d’affermir la confiance afin que le candidat soit prêt à assumer les responsabilités du commandement d’un corps ou d’un escadron de cadets.
Contenu du cours :
- Cérémonial
- Logistique
- Rédaction militaire
- Administration du personnel
- Perfectionnement du personnel
- Relations publiques
- Évaluation du personnel
- Responsabilités du commandement
- Fonctions de présidence
- Séances d’information et renseignements sur les ligues et sur leurs responsabilités
- Conduite
- Entraînement physique et de loisirs
- Commandement
- Questions sociales

Prérequis du cours : 
- 1 an après la fin du CQLT
- Être Lieutenant/Enseigne de vaisseau de 1re classe depuis 1 an

La réussite de ce cours permet d'agir à titre de commandant d'un corps/escadron de cadets. Permet d'obtenir une promotion à Capitaine (air/terre) ou Lieutenant de Vaisseau (Marine).

### Cours de commandant
Le cours de commandant est d'une durée de quatre jours. Il est donné au commandant ou au commandant désigné d'un corps/escadron afin de mettre à jour ses connaissances et en discutant des problèmes possibles avec d'autres commandants pour mieux remplir ses tâches.
Contenu du cours :
- Perfectionnement de l’officier du CIC
- Soutien du corps ou de l’escadron
- Questions sociales
- Résolution de problèmes
- Relations publiques et recrutement
- Questions régionales
- Sélection du personnel et relations avec les comités de parrainage
- Questions relatives à l’environnement
- Politique sur le harcèlement

Prérequis du cours : 
- Avoir complété le CQEO
- Être commandant ou commandant désigné

### Autres cours de formation
Voici les autres cours de formations que les officiers peuvent choisir de faire. 
- Officier d'administration d'unité
- Officier d'approvisionnement d'unité
- Conseiller en droits de la personne de l’unité
- Sécurité générale du CIEC
- Officier de l’environnement du CIEC
- Officier de musique
- Officier de sécurité du champ de tir – Petit calibre
- Officier de sécurité du champ de tir – Carabine à air
- Officier de sécurité du champ de tir - Gros calibre
- Instructeur de survie hivernale

(Cours offert au GPM R91A Marine seulement)
- Opérateur de navire auxiliaire

(Cours offert au GPM R92A Terre seulement)
- Instructeur de descente en rappel
- Instructeur d’orientation
- Instructeur de canotage en eau calme
- Chef d'expédition en canot
- Chef d’expédition en eau à courant modéré

(Cours offert au GPM R93A Air seulement)
- Instructeur de pilotage de planeur
- Pilote d’avion remorqueur
- Officier de contrôle des lancements

## Marche régimentaire du CIC
L'Unité régionale de soutien aux cadets (est) a proposé « la Feuille d'érable » comme marche pour le CIC. Cette pièce est une chanson traditionnelle canadienne-française tiré du recueil « La bonne chanson » dans les années 1940. Voici la version originale par Albert Larrieu. 
Certain jour le bon Créateur
Fit dire aux peuples de la terre:
« Que chacun choisisse une fleur,
Et qu'on m'envoie un émissaire
Qu'on soit exact au rendez-vous
Chacun prendra la fleur qu'il aime
Cette fleur restera l'emblème
Du grand amour que j'ai pour vous. »
Le jour dit, dans le paradis
Les envoyés se rencontrèrent
La France vint choisir un lys
L'œillet fut pris par l'Angleterre
L'Espagnol eut un frais liseron
L'Américain un dahlia rose
L'Italien choisit une rose
Et l'allemand un vieux chardon
Quand arriva le Canadien
Emmitouflé dans ses fourrures
Hélas! il ne restait plus rien
Que des feuillages, des ramures
Saint-Pierre était plein de regret
Il caressait sa barbe blanche
« Je n'ai plus, dit-il, que ces branches
Tu peux regagner ta forêt. »
Mais Jésus, qu'on ne voyait pas
Intervint d'un cœur secourable
S'en alla choisir dans le tas
Offrit une feuille d'érable
Et c'est depuis ce beau jour-la
Qu'un peu partout dans la campagne
Dans la plaine et sur la montagne
L'érable croît au Canada
Dans la plaine et sur la montagne
L'érable croît au Canada